# معهد كوريا للتوحيد الوطني
معهد كوريا للتوحيد الوطني (بالكورية: 통일연구원) هو مركز أبحاث تموله حكومة كوريا الجنوبية، يركز عمله على الشؤون المتعلقة بالتوحيد الكوري. تأسس المعهد في 1 نوفمبر 1990 ليكون مركز أبحاث عن كوريا الشمالية تحت اسم مركز أبحاث التوحيد الوطني، وكان في ذلك الحين تابعًا لوزارة التوحيد. في 29 يناير 1999، أعيدت تسمية الكيان البحثي ليكن اسمه الحالي وانتقل إلى سلطة مجلس كوريا لأبحاث الإنسانيات والعلوم الاجتماعية التابع لمكتب رئيس الوزراء.
في 2010، أجرى المعهد لقاءات مع 33 منشقًا عن كوريا الشمالية، ووجد أن انتشار الموجة الكورية كان أحد العوامل الرئيسية التي دفعت بعض الكوريين الشماليين إلى المخاطرة بحياتهم بالهروب إلى كوريا الجنوبية. في 2015، جاءت نتيجة بحث للمعهد لتشير إلى أن المرأة في الأسرة الكورية الشمالية هي مورد أكثر من 70% من دخل الأسرة، وهذه النسبة الكبيرة التي توفرها المرأة مصدرها الأسواق غير الرسمية التي تتغاضى عنها السلطات الشمالية.

## وصلات خارجية
- الموقع الرسمي